# St John’s Episcopal Church (New Pitsligo)

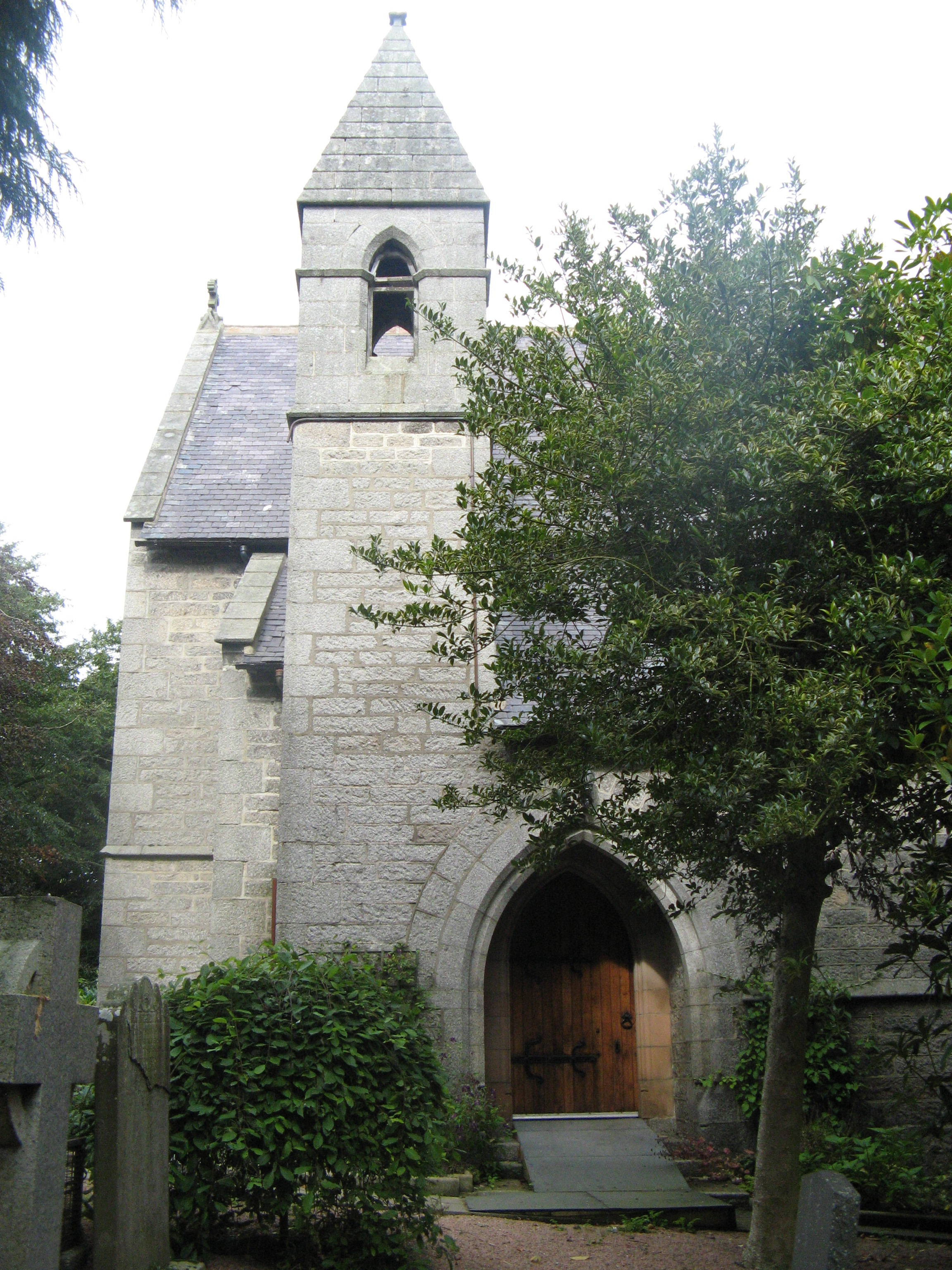
St Margaret’s Episcopal Church

Die St John’s Episcopal Church ist ein Kirchengebäude der episkopalkirchlichen Scottish Episcopal Church in der schottischen Ortschaft New Pitsligo in der Council Area Aberdeenshire. 1971 wurde das Bauwerk in die schottischen Denkmallisten in der höchsten Denkmalkategorie A aufgenommen.

## Geschichte
Beim Entwurf der Planstadt New Pitsligo reservierte der Landherr William Forbes, 6. Baronet vermutlich das zentral an der Hauptstraße gelegene Landstücke für den Bau einer episkopalen Kirche. Im Jahre 1835 wurde dort ein kleines Kirchengebäude errichtet. Die heutige St John’s Episcopal Church befindet sich am selben Standort.
Für den Entwurf zeichnet der englische Architekt George Edmund Street verantwortlich. Street wurde 1867 mit der Überarbeitung der Bibliothek des nahegelegenen Dunecht House betraut. Von 1870 bis zur Fertigstellung im folgenden Jahr überwachte Street die Arbeiten an der Kirche. Zusammen mit dem parallel verlaufenden Bau der Kirche St Mary on the Rock sollte es eine der wenigen Arbeiten Streets in Schottland bleiben.
Die Bleiglasfenster des Chors sind ein Werk von Clayton & Bell aus dem Jahre 1898. Die Turmglocke wurde bereits 1725 von John Easton aus Fraserburgh gefertigt.

## Beschreibung
Die St John’s Episcopal Church steht an der Hauptverkehrsstraße New Pitsligos (A950) etwa im Ortszentrum. Wie auch andere Werke Streets ist die Kirchenarchitektur und den spätmittelalterlichen italienischen Baustil angelehnt. Das Sichtmauerwerk besteht aus vergleichsweise dünnen Reihen aus Granitquadern. Das Langhaus der einschiffigen Kirche ist drei Achsen weit. An der Südwestseite ragt ein schlanker Turm mit Pyramidendach auf. Der Chor schließt mit einer Apsis.